# ロバート・ダーシー (第4代ホルダーネス伯爵)

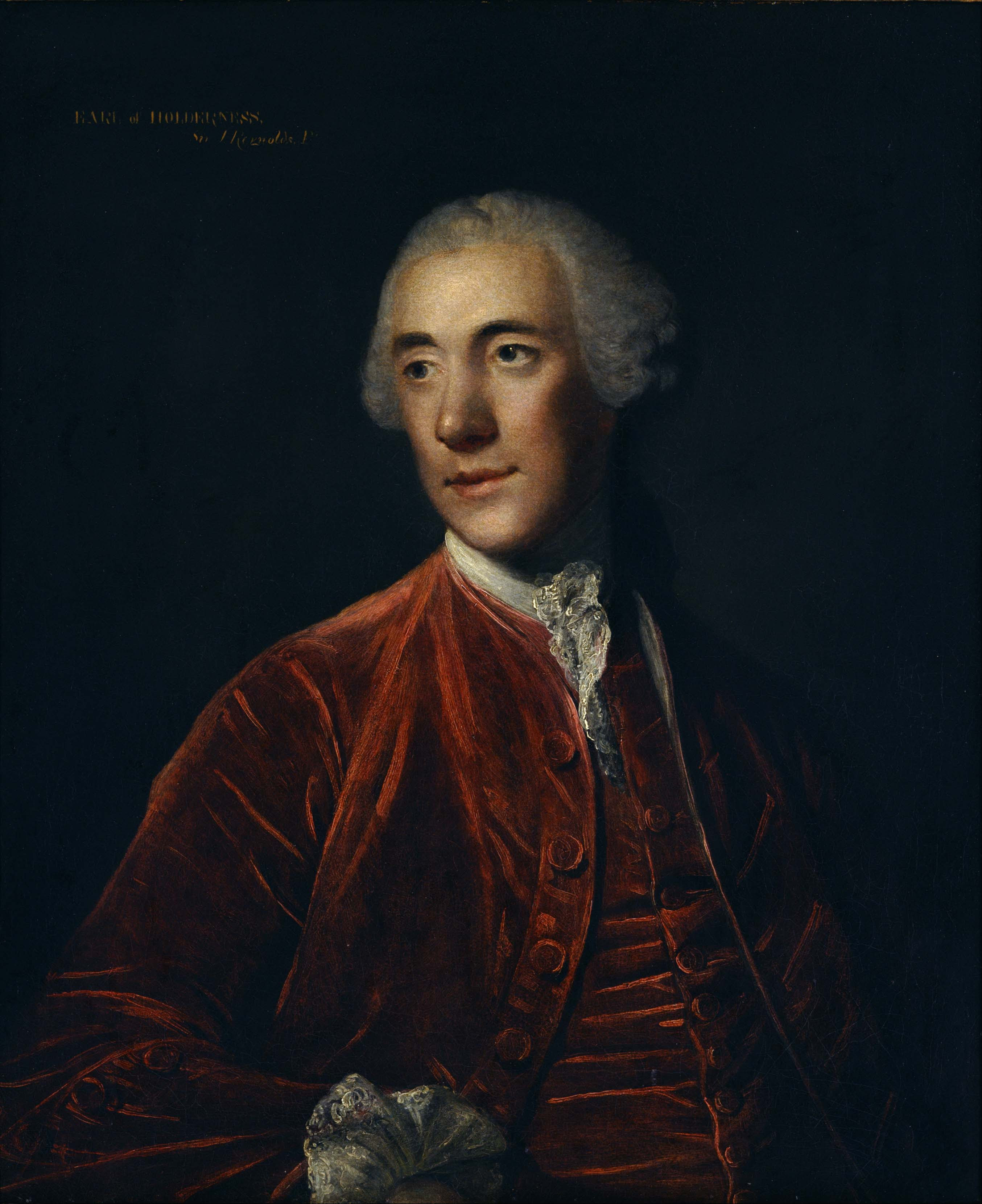
ジョシュア・レノルズによる肖像画、1775年作。

第4代ホルダーネス伯爵ロバート・ダーシー（英語: Robert Darcy, 4th Earl of Holderness PC、1718年5月17日 – 1778年5月16日）は、イギリスの貴族、政治家。1722年1月までダーシー＝コンヤーズ卿の儀礼称号を使用した。

## 生涯

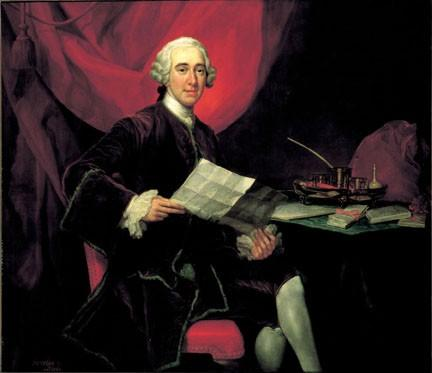
ジョージ・ナップトンによる肖像画、1751年から1753年頃。

第3代ホルダーネス伯爵ロバート・ダーシーとフレデリカ・ションバーグ（1751年8月7日没、第3代ションバーグ公爵メイナード・ションバーグの娘）の次男として、1718年5月17日に生まれ、6月12日に洗礼を受けた。1722年1月20日に父が死去すると、ホルダーネス伯爵の爵位を継承した。ウェストミンスター・スクールで教育を受けた後、1732年11月18日にケンブリッジ大学トリニティ・ホールに入学した。しかし、学位を修得した記録はなかったという。
1740年にノース・ライディング・オブ・ヨークシャー統監に任命されるのを皮切りに、1741年4月にジョージ2世の寝室侍従に任命される（1751年まで在任）など、多くの官職、宮廷職を務めるようになった。1743年にはジョージ2世に同伴してハノーファーに向かい、デッティンゲンの戦いでも戦場にいたという。1744年5月にヴェネツィア共和国駐在大使に任命され、10月中旬に着任したが、イギリスとヴェネツィア共和国の外交関係はヴェネツィアがチャールズ若僭王を厚遇したため1737年に断絶しており、ホルダーネスの主な任務は外交関係の再開だった。ホルダーネスは2年間ほど大使を務め、1746年8月末に帰国した。1749年5月にはデン・ハーグ駐在全権公使になり、6月初に着任したが、1751年5月に政務に取り組むために召還され、1751年6月21日に第4代ベッドフォード公爵ジョン・ラッセルの後任としてブロード・ボトム内閣の南部担当国務大臣に就任、同日に枢密顧問官に任命された。第1次ニューカッスル公爵内閣が成立すると北部担当国務大臣に転じ、1757年暫定内閣では南部担当大臣も兼任したが、6月に辞任、その数日後にニューカッスル公爵が首相に復帰すると自身も北部担当国務大臣に復帰した。1761年3月12日に罷免され、第3代ビュート伯爵ジョン・ステュアートが後任となった。その後、1761年9月22日のシャーロット王妃戴冠式に参加した。
ホルダーネス伯爵は国務大臣を罷免される代償として4千ポンドの年金と初代ドーセット公爵ライオネル・サックヴィルの死後に五港長官に就任する権利を与えられ、ドーセット公爵が1765年に死去するとホルダーネス伯爵は約束通り五港長官への就任を果たした。また、1762年12月30日から1765年9月5日までノース・ライディング・オブ・ヨークシャー首席治安判事を、1763年1月29日から1776年12月18日までヨークシャー副提督を務め、1771年4月12日には王太子ジョージとその弟にあたるオスナブリュック司教フレデリックの家庭教師に任命された（1776年まで在任）。
1778年5月16日に死去、6月1日に埋葬された。ホルダーネス伯爵の爵位は断絶、ダーシー・ド・ネイス男爵とコンヤーズ男爵（いずれもイングランド貴族）とメルトラ伯爵（ポルトガル王国の爵位）との爵位は娘アメリアが継承した。国王からガーター勲章の授与を長らく約束されていたが、結局授与されることはなかった。

## 家族
1743年11月、デン・ハーグでメアリー・ダブレット（1721年頃 – 1801年10月13日、フランシス・ダブレットの娘）と結婚、2男1女を儲けた。
- ジョージ（1745年9月 – 1747年9月27日） - 天然痘により病死[4]
- トマス（1750年5月7日 – 1750年7月27日）
- アメリア（1754年10月12日 – 1784年） - 第12代ダーシー・ド・ネイス女男爵、第9代コンヤーズ女男爵、第5代メルトラ女伯爵

## 人物
貴族院での議論に参加することは少なく、ホレス・ウォルポールからは「何も考えない、議会的でない大臣」（an unthinking and unparliamentary minister）、「赤ん坊政治家」（a baby politician）と酷評され、英国人名事典でもホルダーネス伯爵の政治における地位は才能ではなく階級と外国との関係によるものであるとした。オックスフォード英国人名事典ではニューカッスル公爵がホルダーネス伯爵を国務大臣に任命した背景には政務をすべて自分の手中に収めるための策謀であるとし、1759年に2人の関係が決定的に悪化したときもホルダーネス伯爵は留任したが、「罷免するだけの重要性がない」ためだったという。